# David Hosack

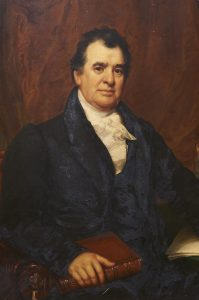
David Hosack

David Hosack (* 31. August 1769 in New York; † 22. Dezember 1835) war ein US-amerikanischer Arzt und Botaniker. Er gründete den ersten medizinischen botanischen Garten der USA, den Elgin Botanic Garden.

## Leben
David Hosack studierte am Kings College, der späteren Columbia University, und in Princeton. 1789 schloss er seinen ersten Studienabschnitt ab. Seine Ausbildung zum Arzt erhielt er an der University of Pennsylvania. Danach praktizierte er kurz in Alexandria, Virginia und New York, ehe er sich zu weiteren Studien nach Europa begab. Er studierte an der University of Edinburgh in Schottland weiter. Dort wurde sein Interesse an der Botanik geweckt, das ihn in Kontakt mit William Curtis brachte. Er bildete sich im Londoner Brompton Botanic Garden und bei der Linnean Society fort, unter anderem profitierte er von den Kenntnissen des Joseph Banks. 1794 nach New York zurückgekehrt, begann er am Columbia College Botanik und Pharmazeutik zu lehren und tat sich mit Samuel Bard in einer Praxisgemeinschaft zusammen. Er wurde bald bekannt, unter anderem durch seine Erfolge bei der Behandlung von Gelbfieberpatienten, und betreute zahlreiche Angehörige der New Yorker Oberschicht. Unter anderem war er der Hausarzt der Familie Hamilton und stand sowohl Alexander Hamilton als auch dessen Sohn Philip bei, nachdem sie bei Duellen jeweils tödliche Verletzungen erlitten hatten. Auch Alexander Hamiltons Duellgegner Aaron Burr vertraute auf Hosacks ärztlichen Rat. 1810 wurde Hosack in die American Philosophical Society und 1815 in die American Academy of Arts and Sciences gewählt. Seit 1817 war er Fellow der Royal Society of Edinburgh.
David Hosack starb an den Folgen eines Schlaganfalls. Sein 1805 geborener Sohn Alexander Eddy Hosack, der ebenfalls Arzt geworden war, übernahm unter anderen den Patienten Burr. Alexander Hosacks Witwe Celine B. Hosack vererbte 1885 der New York Academy of Medicine 70.000 Dollar für die Errichtung eines neuen Gebäudes oder Hörsaals. Von 1890 bis 1926 befand sich die Hosack Hall an der West 43rd street. Nach dem Umzug wurde wiederum ein Hörsaal nach Hosack benannt.

## Der Elgin Botanic Garden

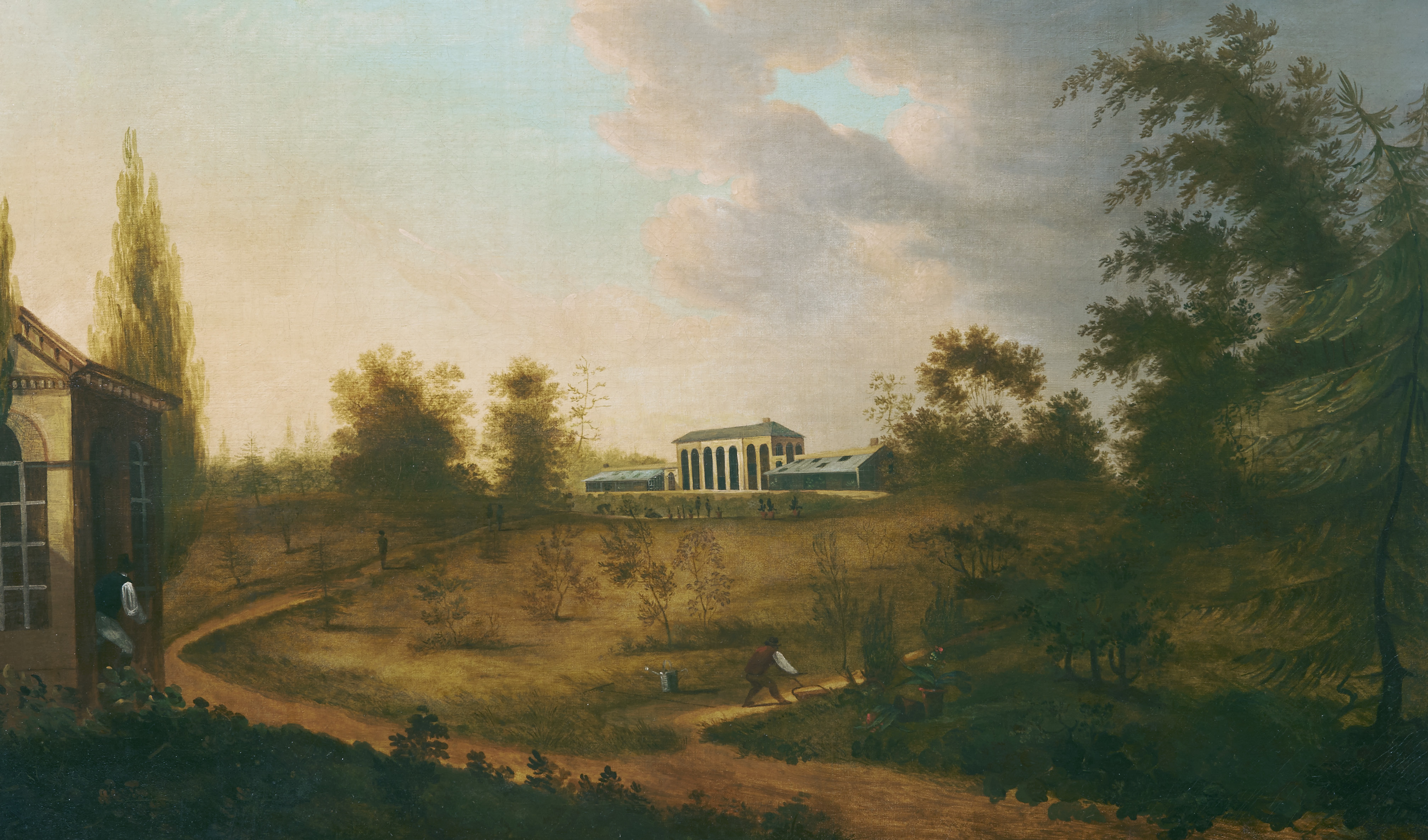
Der Elgin Botanic Garden um 1815

1801 gründete Hosack in Eigenregie, da er weder am College noch durch den Staat New York Unterstützung gefunden hatte, an der 5th Avenue zwischen der 47th und der 51th street den Elgin Botanic Garden, der unter anderem von Medizinstudenten des Columbia Colleges genutzt wurden. Große Botaniker des 19. Jahrhunderts wie Amos Eaton, John Torrey und Asa Gray forschten im Elgin Botanic Garden. Innerhalb eines Jahrzehnts wurde eine Sammlung von über 1.500 Pflanzenarten angelegt. Teilweise stammten die Bestände des botanischen Gartens von der Expedition Lewis' und Clarks. Hosack konnte den international bewunderten botanischen Garten wegen der hohen Unterhaltskosten nicht lange halten. Schon 1810 war er gezwungen, ihn zu verkaufen. Die Anlage ging zunächst in den Besitz New Yorks über, später in den des Columbia College. Allen Bemühungen Hosacks zum Trotz, den botanischen Garten auch nach dem Verkauf in einem brauchbaren Zustand zu erhalten, verzichtete das College auf die Pflege der Anlage. Auf dem Gelände des Elgin Botanic Garden steht heute das Rockefeller Center. Überbleibsel seiner Bepflanzung befinden sich im William and Lynda Steere Herbarium.